# Cattedrale della Trasfigurazione (Chabarovsk)
La cattedrale della Trasfigurazione (in russo Спасо-Преображенский собор?) è una delle cattedrali di Chabarovsk, in Russia. Costruita tra il 2001 ed il 2004, su una ripida scogliera che si affaccia sul fiume Amur a Chabarovsk è alta 96 metri e si suppone che sia la terza chiesa più alta della Russia dopo la Cattedrale di Sant'Isacco e la Cattedrale di Cristo Salvatore. È stata costruita nel periodo 2001-2004 per un design tradizionale che ricorda le opere di Konstantin Andreevič Thon. La chiesa è sormontata da quattro cupole dorate dello stile barocco ucraino, quello centrale è il più grande. La sua spettacolare posizione su una collina che è stata scelta dal Patriarca di Mosca e di tutte le Russie Alessio II di Mosca durante un volo in elicottero sopra Chabarovsk.